# 茂盛世居
茂盛世居又称茂盛围，是位于深圳市龙岗区的一座融合了西洋风格的客家圍屋，现已是广东省文物保护单位，建筑已经修整并对外开放。

## 概况
茂盛世居建成于清咸丰年间（1851年—1861年），是由兴宁客家人何氏维松、维柏兄弟所建。屋名“茂盛”，是以纪念其父“俊茂公”。
围屋坐东南向西北，面阔86米，进深73.8米，占地6278平方米，是一座三堂二横外加围楼和角楼的客家民居。世居正面设有一门，门前有禾坪、月池，门内有前天街，中轴建三开间三进二天井祠堂，祠堂两侧各有三间居室。三堂两侧为有天井相隔的横屋，后有后天街及后围楼。世居建筑风格多元融合，除传统客家式建筑外，建筑后部还有欧式小楼两栋：“积善余庆”、“如意吉祥”，东南角楼装饰亦具有明显侨乡风格。

## 保护
- 1984年9月，深圳市人民政府公布为市级文物保护单位[參 3]
- 2002年7月，广东省人民政府公布为省级文物保护单位[參 3]
- 2016—2017年，保护维修[參 2]